# Selenia Aspide

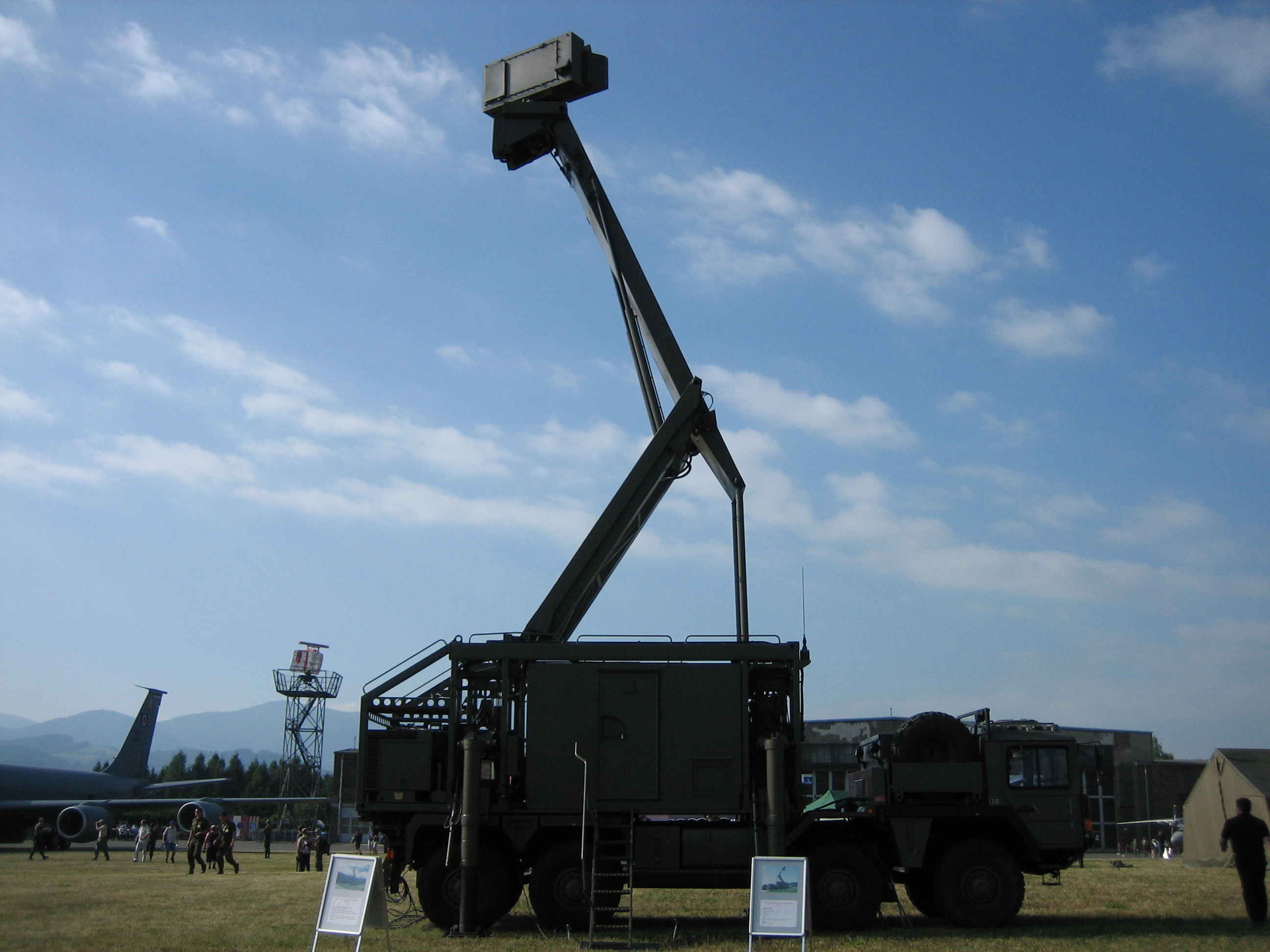
Radar RAC 3D de Spada 2000

El Aspide es un misil antiaéreo de medio alcance producido en Italia por MBDA. Está compuesto por un buscador radar-homing semiactivo. Es muy similar al estadounidense AIM-7 Sparrow, pero el Aspide utiliza guía monopulso en lugar de la exploración cónica, lo que lo hizo más preciso y resistente a las contramedidas electrónicas. Esta innovación no apareció en los Sparrow hasta la versión AIM-7M.
Este parecido, y el hecho de que a Selenia se le proporcionó el conocimiento tecnológico de AIM-7 (alrededor de 1,000 de los cuales se produjo bajo licencia), ha llevado a la prensa no italiana a referirse a Aspide como una variante de Sparrow. Sin embargo, el Aspide tenía componentes electrónicos y ojivas originales, y un motor nuevo y más potente. Incluso las superficies de control son diferentes, reemplazando las alas triangulares originales, fijas en la versión aire-aire y plegables en la versión superficie-aire, a una versión fija delta recortada común de nuevo diseño.

## Diseño
Aspide, en sus diversas versiones, se usó tanto en la función aire-aire, llevada a cabo por los Aeritalia F-104S Starfighter en las respectivas versiones F-104S y F-104ASA, como en la función naval de superficie-aire. En este último puesto ha sido reemplazado por el MBDA Aster. Los lanzadores Naval Aspide pueden adaptarse para disparar al Sparrow simplemente cambiando una única placa de circuito.
El Spada era la versión basada en tierra del Aspide. Los primeros sistemas Spada se comenzaron a entregar a la Fuerza Aérea Italiana en 1983. La primera fase de mejoras comenzó en 1996 y terminó en 1999, que culminó en el Spada 2000 fue entregado a la Fuerza Aérea Española.
El Albatros es la versión naval del Aspide y es empleada en muchas armadas gracias a la venta de numerosas fragatas y corbetas construidas por los astilleros CNR (Cantieri Navali Riuniti, ahora Fincantieri). 
A mediados de la década de 1980, China importó un pequeño lote de Aspide Mk.1 de Italia y luego firmó un acuerdo con Alenia para producir el misil localmente bajo licencia. En 1989, China produjo su primer lote de misiles Aspide Mk.1 utilizando partes importadas de Italia. Sin embargo, debido al embargo de armas de la Unión Europea impuesto después del incidente de la Plaza de Tiananmen, China no pudo comprar kits adicionales de Aspide. Posteriormente, China desarrolló su propia familia de misiles basada en el Aspide Mk.1, con versiones de superficie a aire designadas como LY-60 y una versión de aire a aire designada como PL-10.

## Versiones
- Aspide Mk.1 - Similar al AIM-7E, con buscador semiactivo monopulso Selenia y motor de cohete de combustible sólido SNIA-Viscosa. Esta versión fue popular con clientes de exportación, y vendido a 17 países.[2] La versión superficie-aire es utilizada en el sistema de defensa aérea Spada.
- Aspide Mk.2 - Versión mejorada con buscador radar-homing activo. El desarrollo fue detenido en favor de misiles mejores, como el AIM-120 AMRAAM.
- Aspide 2000 - Versión mejorada superficie-aire del Aspide Mk.1, usado en el Oerlikon Contraves Skyguard y sistema de defensa aérea Spada 2000.

## Sistemas
- Skyguard I – VSHORAD/SHORAD de Oerlikon Contraves con seguimiento por radar, actualización posible para soportar el Aspide 2000.
- Skyguard II – VSHORAD/SHORAD de Oerlikon Contraves mejorado que agrega seguimiento electro-óptico.
- Toledo – VSHORAD/SHORAD Skyguard con dirección de tiro Skydor de FABA Sistemas y lanzadores Aspide.
- Spada – SHORAD de Selenia con radar 2D Selenia PLUTO, actualización posible para soportar el Aspide 2000.
- Spada 2000 – SHORAD mejorado de Alenia Aeronautica con radar Thomson-CSF TRS-2025 RAC 3D.

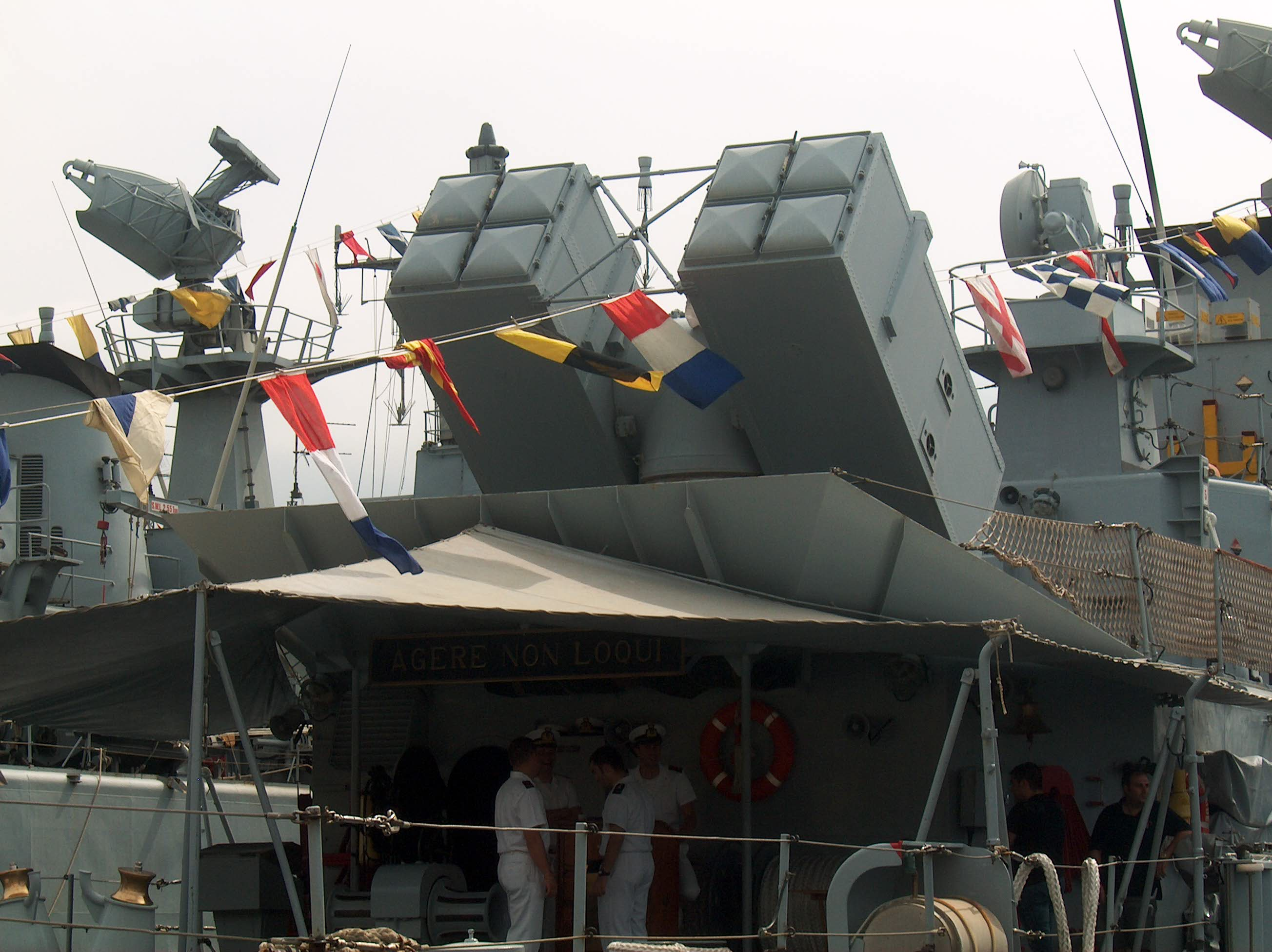
Lanzador Aspide/Sparrow Mk.29 de un sistema antiaéreo Albatros Mk.2

- Albatros Mk.2 – SHORAD naval de Selenia, actualización posible para soportar el Aspide 2000.

## Operadores
Argentina
Los buques MEKO 360 los emplean en el sistema Albatros Mk.2. Por ello la Armada encargó 150 Aspide Mk1 en 1979, que fueron entregados en 1983-1984.
 Brasil
100 Aspide 2000 encargados en 1996 y entregados en 2001-2004 para modernizar las fragatas Clase Niterói y el portaaviones NAe São Paulo (A-12).
 China

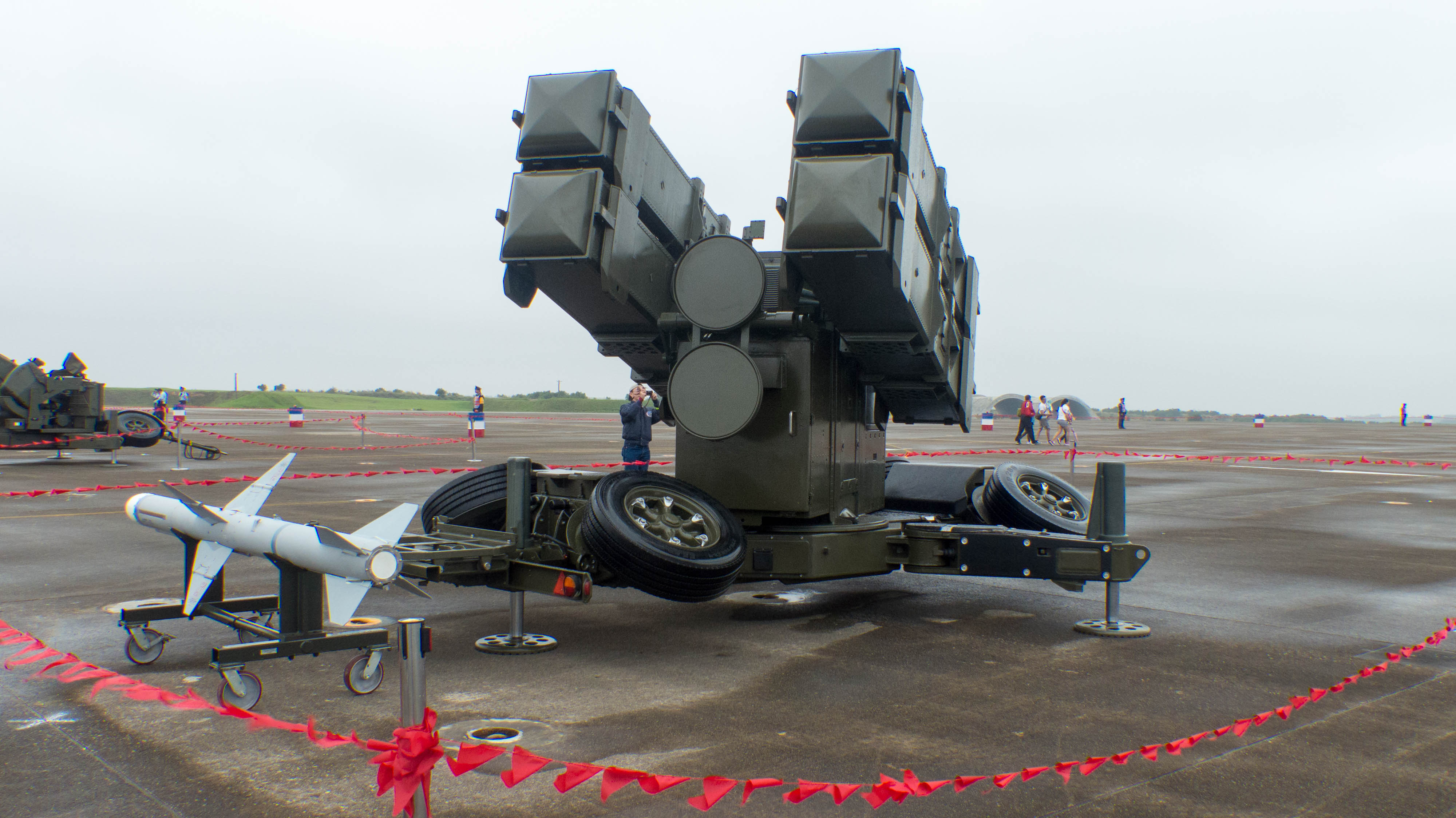
Lanzador Aspide/Sparrow de cuatro tubos con misil Sparrow.

90 Aspide Mk.1 encargados en 1986 y entregados en 1987-1991. Tecnología utilizada en el desarrollo del LY-60/PL-10
 Chipre

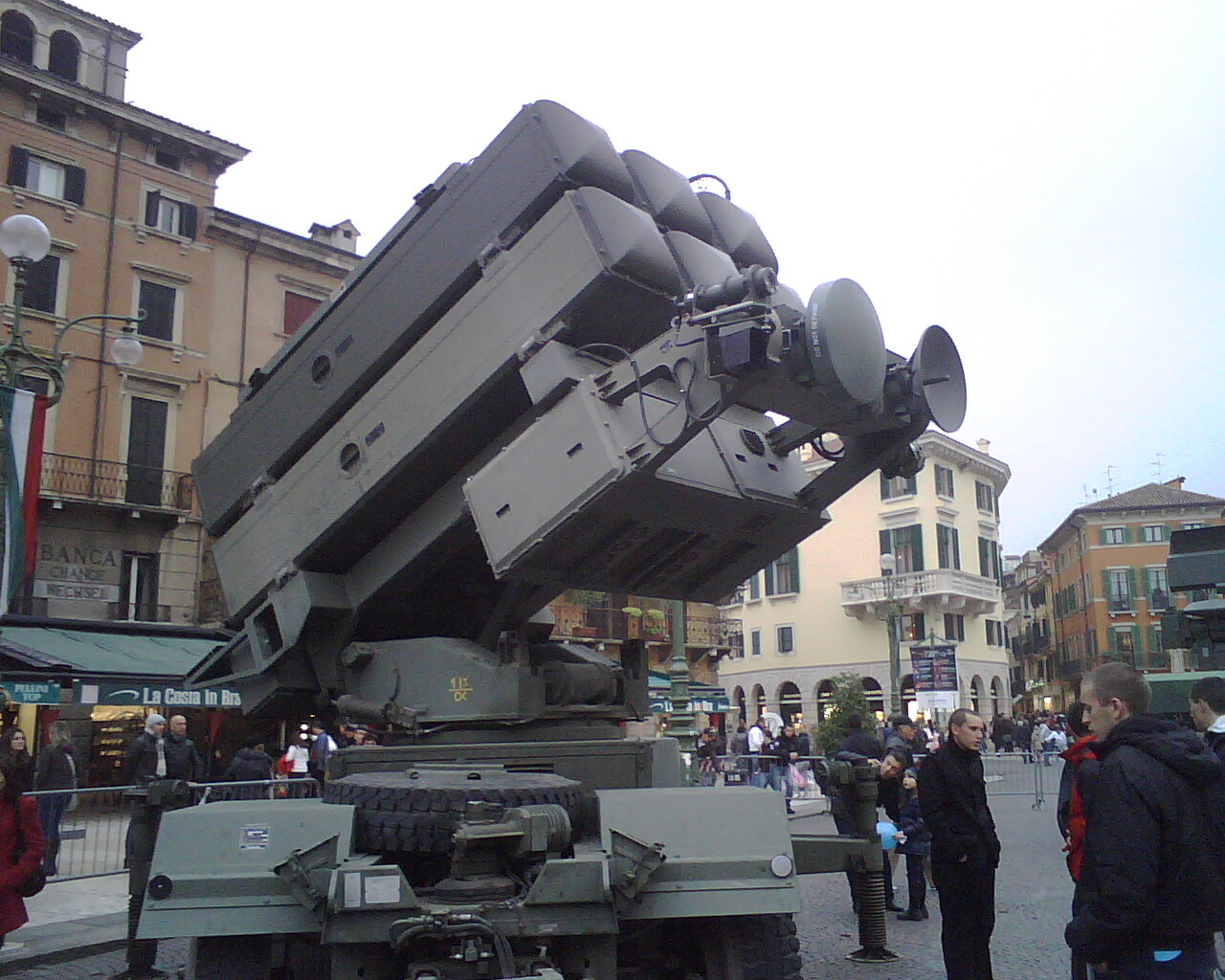
Lanzador Aspide de seis tubos.

130 utilizados en el sistema Skyguard existente; encargados en 1991 y entregados en 1991-1992 (US$ 114 millones incluyendo 12 lanzadores).
 Ecuador
50 utilizados en las corbetas de Clase Esmeraldas (variante de Fincantieri Tipo 550). Encargados en 1979 y entregados en 1982-1984.
 Egipto
72 utilizados en las corbetas de Clase Descubierta (1978) (Abu Qir) encargados en 1983 y entregados en 1984. 
 España
- Ejército de Tierra: 200 encargados en 1985 y entregados en 1987-1989 como parte de una compra por US$ 230 millones de 13 sistemas Skyguard, posteriormente actualizados a Skydor, con los misiles dados de baja en 2020.
- Ejército del Aire: 51 Aspide 2000 encargados en 1996 y entregados en 1997-1999 por 2 sistemas SAM Spada 2000

 Grecia
75 para las fragatas Clase Elli (variante de Clase Kortenaer); encargados en 1980 y entregados en 1981-1982
 Italia

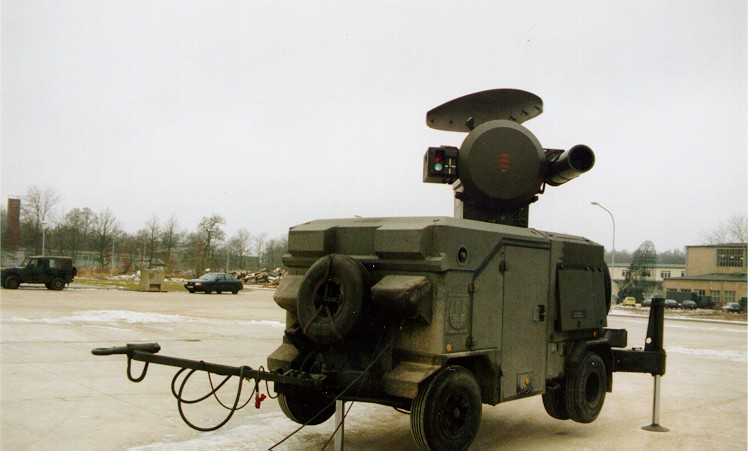
Cabina Skyguard II con radar, óptica.

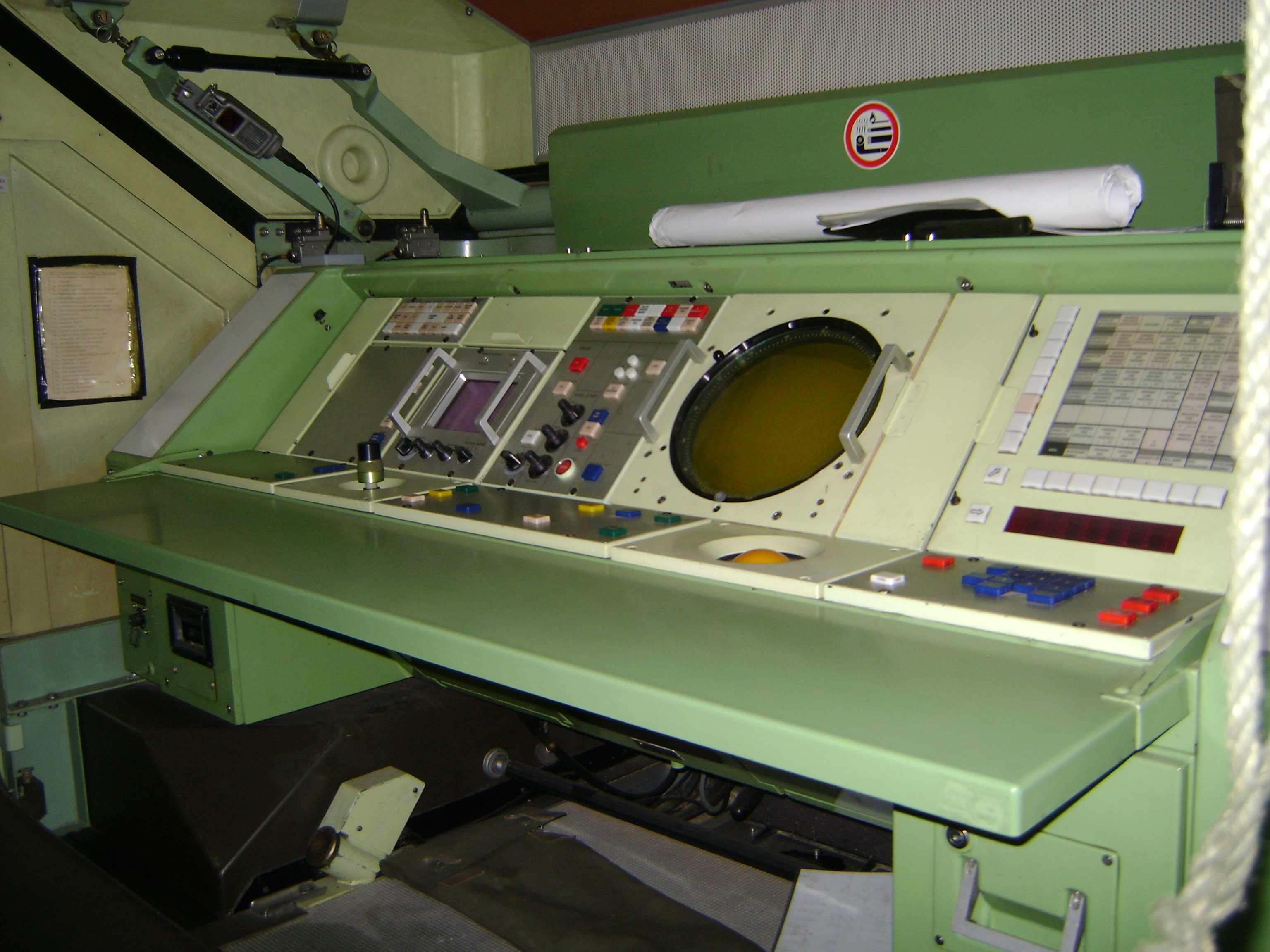
Interior de una cabina Skyguard II.

- La Fuerza Aérea compró 12 baterías Spada con tres secciones de fuego. Fue utilizado luego en 24 baterías Skyguard SAM.
- El Aspide fue utilizado por los F-104S.
- La Marina Militare adquirió 32 sistemas Albatros Mk2 navales.

 Kuwait
320 encargados en 1988 y entregados en 1988-1997 para el sistema Skyguard; 175 Aspide 2000 encargados en 2007 y entregados en 2008-2010 para modernizar Skyguard a Spada 2000; 250 Aspide 2000 encargados en 2007 y entregados en 2008-2013 como parte de una compra de sistemas Skyguard.
 Libia
8 encargados en 1978 y entregados en 1983 para ser utilizados en el sistema SAM Albatros Mk.2 de la fragata modernizada Dat Assawari.
 Malasia
18 encargados en 1995 y entregados en 1997 para las corbetas de Clase Laksamana.
 Marruecos
Utilizados en la fragata de Clase Descubierta (1978) Teniente Coronel Errahmani (F-501); 40 encargados en 1977 y entregados en 1983.
 Nigeria

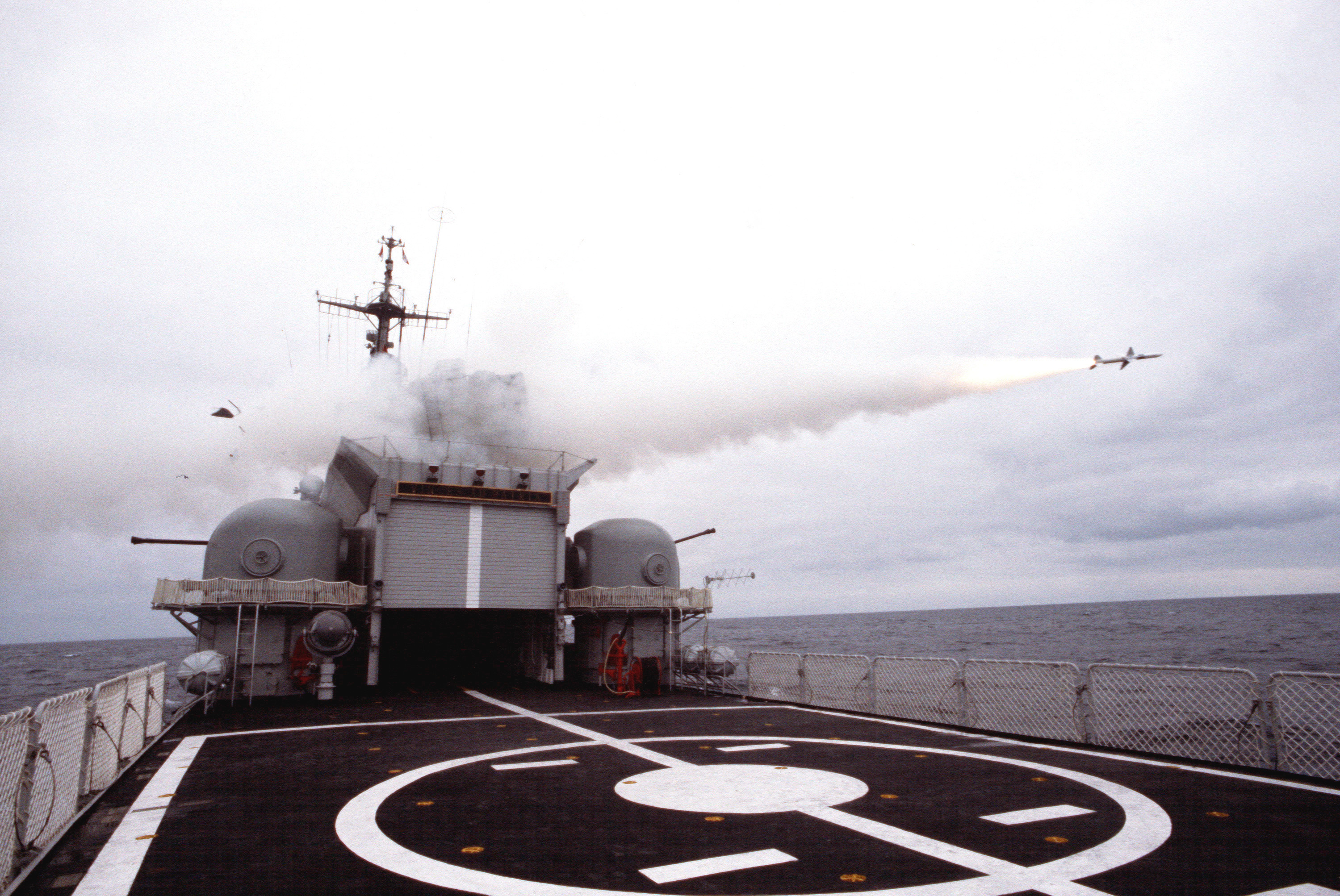
Un Aspide lanzado desde la fragata venezolana General García en 1984.

25 Aspide Mk.1 encargados en 1977 y entregados en 1982 para la fragata MEKO 360 Aradu (F89). Otros 10 Aspide Mk.1 encargados en 1982 y entregados en 1983
 Pakistán
Pakistán compró 10 baterías Spada 2000+ y 750 misiles Aspide 2000 en 2007 que fueron entregados en 2010-2013.
 Perú
150 encargados en 1974 y entregados en 1979-1987 para ser utilizados en las fragatas Clase Lupo (Carvajal).
 Tailandia
24 encargados en 1984 y entregados en 1986-1987 para ser utilizados en las corbetas Clase Ratanakosin. 75 encargados en 1986 y entregados en 1988 con 1 batería Spada con dos secciones de fuego.
 Turquía
- Armada: 144 misiles fueron entregados en 1987-1989 para las fragatas MEKO 200T clase Yavuz. Poco después 72 adicionales fueron entregados en 1995-1996 para las fragatas MEKO 200 T-2 clase Barbaros.
- Fuerza Aérea: un número desconocido de Aspide fue comprado para los cazas F-104S. Se cree que acabaron siendo empleados por los F-4E turcos.

 Venezuela
100 encargados en 1975 y entregados en 1980-1982 para ser utilizados en el sistema Albatros Mk.2 de las fragatas Clase Lupo.

### Desarrollos relacionados
- AIM-7 Sparrow

### Misiles similares
- Skyflash
- Vympel R-23
- MBDA Exocet

### Listas relacionadas
- Anexo:Materiales del Ejército de Tierra de España
- Anexo:Aeronaves y armamento del Ejército del Aire de España